# Franciaország berlini nagykövetsége
Franciaország berlini nagykövetsége a két ország kapcsolatainak kiemelt intézménye. Franciaország 1701 - a Porosz Királyság kikiáltása - óta állomásoztat követeket Németországban, a követség a mai formájában (megszakításokkal) 1871 óta működik a német fővárosban. A modern épület a Brandenburgi kapu közelében, a Pariser Platz (Párizsi tér) 5. szám alatt található 2002 óta.

## Története

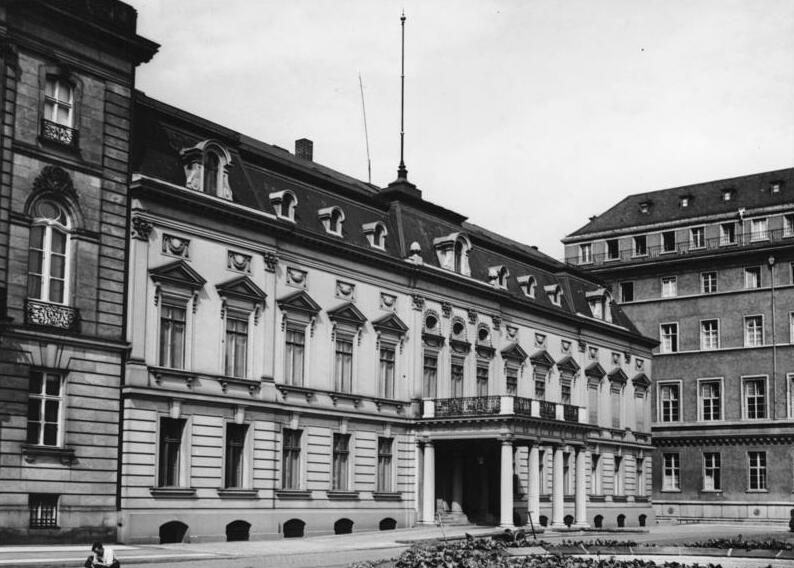
A Beauvryé-palota 1937-ben, öt évvel a lerombolása előtt

1701 előtt alkalmi jelleggel érkeztek megbízottak Berlinbe, a Porosz Királyság megalapítását követően azonban állandó francia követek vagy megbízottak állomásoztak a német fővárosban. Az 1735-ben épült Beauvryé-palota hamar francia tulajdonba került - ekkor még mint szálloda -, a közterület pedig 1814-ben kapta a "Pariser Platz" nevet annak emlékére, hogy a hatodik koalíciós háború során Poroszország több állam támogatásával elfoglalta Párizst és megbuktatta I. Napóleon francia császárt. A Beauvryé-palota 1835-ben vált a francia követség állandó épületévé. Az első világháború kitörése és az utána következő zavaros forradalmi időszak között a spanyolokra bízták az épületet, csak 1922-ben költözött vissza a francia diplomáciai misszió a Pariser Platzra. A második világháború idején 1943-ban egy bombázás során a palota megsemmisült, a világháború után Németország szövetséges megszállása idején a tér a keleti szektorhoz került, majd 1960-ban a romokat is teljesen eltávolították, így egy üres telek keletkezett a téren.
Franciaország a világháború után Nyugat-Németországgal vette fel a kapcsolatot, s nyitott követséget Bonnban. A Német Demokratikus Köztársasággal 1973-ban jött létre diplomáciai kapcsolat, a nagykövetség az Unter den Linden 40. számú épületbe költözött. Németország újraegyesítése után 1999-ben költöztette át diplomáciai képviseletét Bonnból Berlinbe. 2002-ben a Beauvryé-palota üres telkén Christian de Portzamparc tervei alapján felépült az új nagykövetségi épület, így hat évtized elteltével a képviselet ismét a régi, történelmi helyszínén működik.

## Működése
A misszió a világ egyik legnagyobb francia diplomáciai képviselete, 2019-ben 250 alkalmazott dolgozott ott. A francia nagykövetség nem nyitott a nyilvánosság számára, nem ad időpontot és nem dolgoz fel vízumkérelmeket. Az állampolgárok a Wilhelmstraße 69. szám alatti konzulátuson intézhetik ügyeiket.
Franciaország főkonzulátust tart fenn Düsseldorfban, Frankfurt am Mainban Hamburgban, Münchenben, Saarbrückenben és Stuttgartban.